# Napoléon (1852)
El  Napoléon  va ser un navili de línia de la Marina francesa amb propulsió a vapor, armat amb 90 canons. Va ser el primer navili de línia del món propulsat mitjançant una màquina de vapor que accionava una hèlix, construït específicament amb fins militars. També és considerat el primer vaixell de guerra a vapor construït específicament per a tal fi, i el primer vaixell d'ús militar que va usar hèlixs. Va ser botat el 1850, com el cap de sèrie de nou vaixells, tots considerats molt reeixits i construïts en un període de 10 anys, entrant en servei dos anys després. Aquesta classe de nau va ser concebuda pel famós dissenyador naval Henri Dupuy de Lôme.

## Context tecnològic
Abans de l'aprovació experimental de l'ús d'hèlixs per a la propulsió en els vaixells de guerra, en la dècada de 1840, la tecnologia de vapor disponible només era usada amb rodes de pales laterals, que, a causa el seu posicionament al costat del buc i a la maquinària de grans dimensions que aquestes requerien, no eren compatibles amb el disseny de l'armament en els laterals dels vaixells de línia.

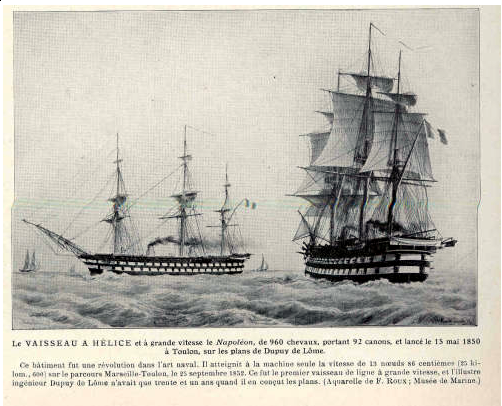
Dues vistes de Napoléon; pot observar-se la popa arrodonida.

Henri Dupuy de Lôme va concebre i va dur a terme el més audaç pla de disseny d'una hèlix de propulsió amb el seu corresponent motor, i el 1847 va rebre una ordre per a la construcció del Napoléon. El seu èxit va ser tal, que va obligar la resta de les flotes del món a fer les reformes de les seves naus. El vaixell va ser botat en 1850, i el 1852 va realitzar les proves, on va aconseguir una velocitat propera als 14 nusos. Durant la Guerra de Crimea, el seu destacat exercici va atreure gran atenció, i els vaixells de la seva classe van començar a fabricar-se en gran nombre. Tenia 77 m d'eslora, 17 de mànega, un desplaçament de 5.000 tones i dues cobertes de canons. El seu disseny va demostrar una combinació d'audàcia i prudència. Es van mantenir les bones qualitats de la línia de navegació dels vaixells de guerra que havien estat garantits pel geni de Sané i els seus companys, que es complementaven amb les noves condicions que van obtenir per la introducció de la propulsió a vapor i el subministrament de carbó de llast de fons.

## L'evolució d'altres marines
A partir de 1844-1845, l'"Entesa" anglo-francesa es comença a esquerdar després de la intervenció de França a Tahití i al Marroc, i la publicació de fullets en francès advocant per un major poder de la Marina ("Notes sur l'état des forces navals" publicades pel príncep de Joinville), van conduir a una carrera armamentística naval.
El Regne Unit ja posseïa algunes unitats costaneres amb propulsió a vapor mitjançant hèlix a la dècada de 1840, anomenades "blockships", no obstant això, el Napoléon va ser el primer vaixell de guerra regular a vapor en ser botat.

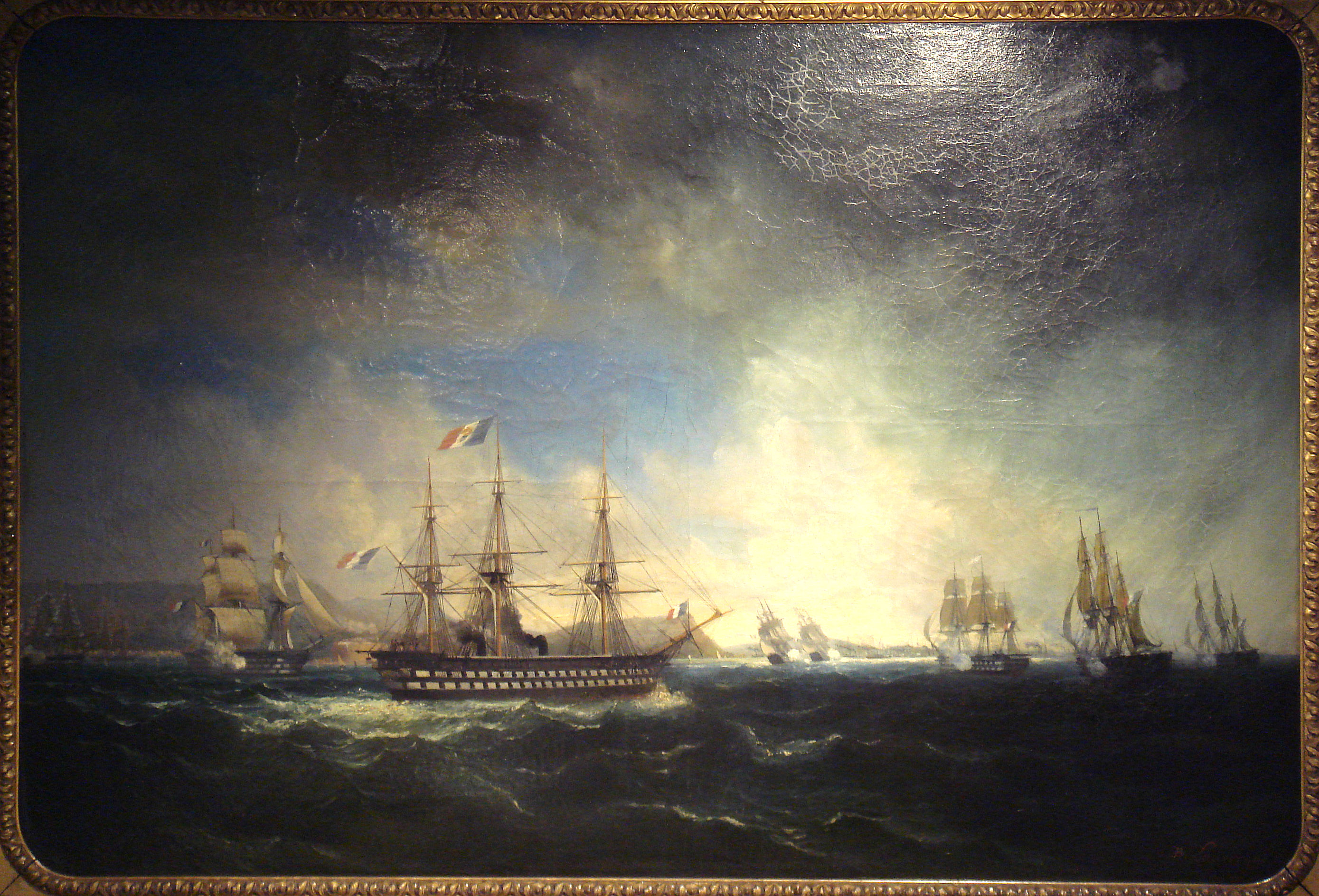
El Napoléon durant la Revista Naval de 1852 a Toló.

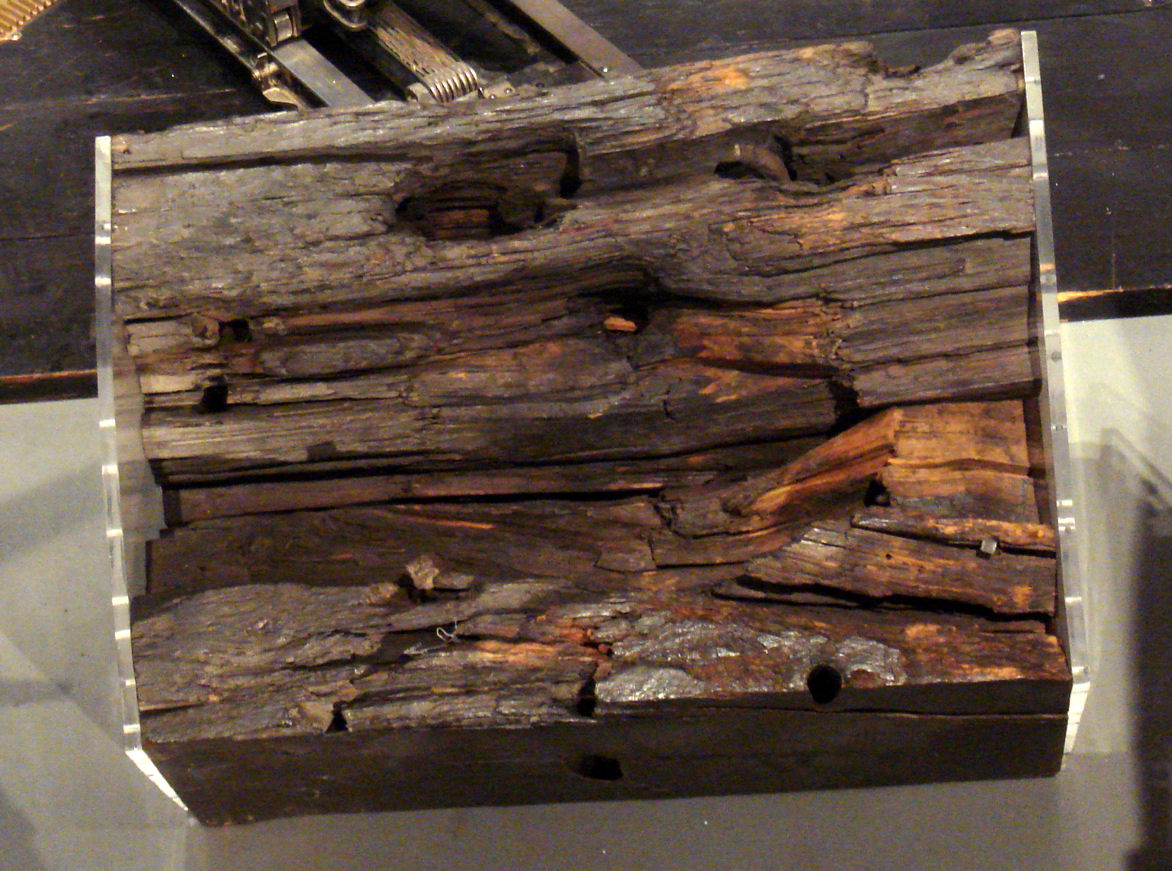
Placa de fusta de la nau de línia Napoléon, dany causat per una canonada durant la guerra de Crimea.

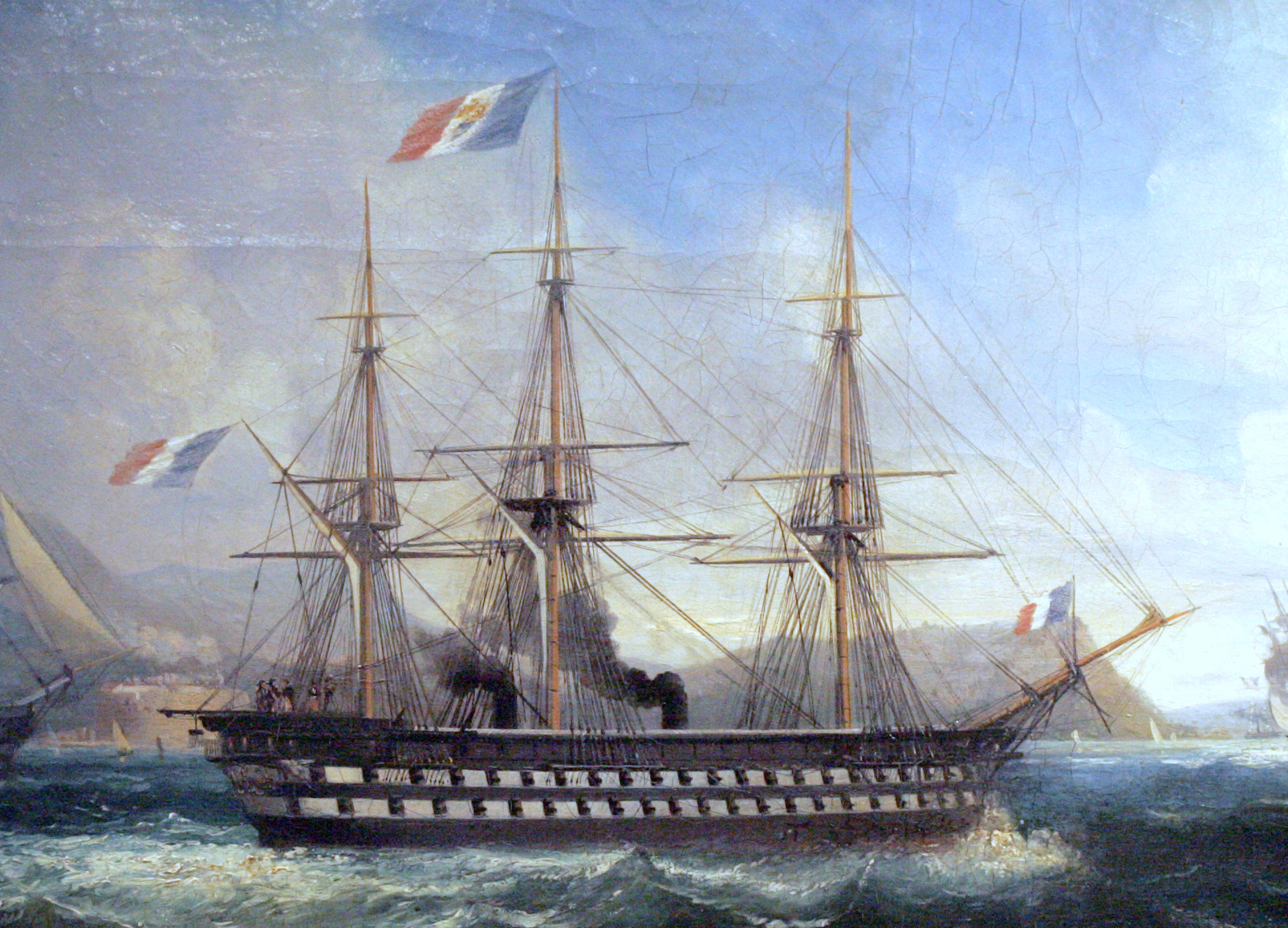
Detall del Napoléon a Toló el 1852, any de la seva entrada en servei.

En 1846, la Gran Bretanya havia dissenyat un vaixell amb hèlix a vapor anomenat James Watt, però el projecte va ser abandonat. Finalment en 1852 va ser construït l'HMS Agamèmnon, ordenat el 1849 i lliurat a la Royal Navy el 1853 com una resposta als rumors sobre el desenvolupament de França. La renuencia britànica a comprometre's amb el navili de vapor que sembla provenia dels seus compromisos a llarg termini, ja que l'armada britànica havia de ser operativa en tot el món, per a això, fins a aquest moment, la vela seguia sent la manera més fiable de propulsió.
Al final, França i Gran Bretanya van ser els únics dos països a desenvolupar flotes de vaixells de navilis de línia de fusta, encara que se sap que algunes altres marines n'han tingut almenys una unitat, construïdes o adaptades amb el suport tècnic britànic, com és el cas de Rússia, Turquia, Suècia, Regne de les Dues Sicílies (Nàpols), Dinamarca i Àustria. En total, França va construir 10 nous navilis de línia de vapor de fusta i va convertir 28 de les unitats de major port, mentre que Gran Bretanya en va construir 18 i en va convertir 41 en total.